# Georg Hahn (Maler)

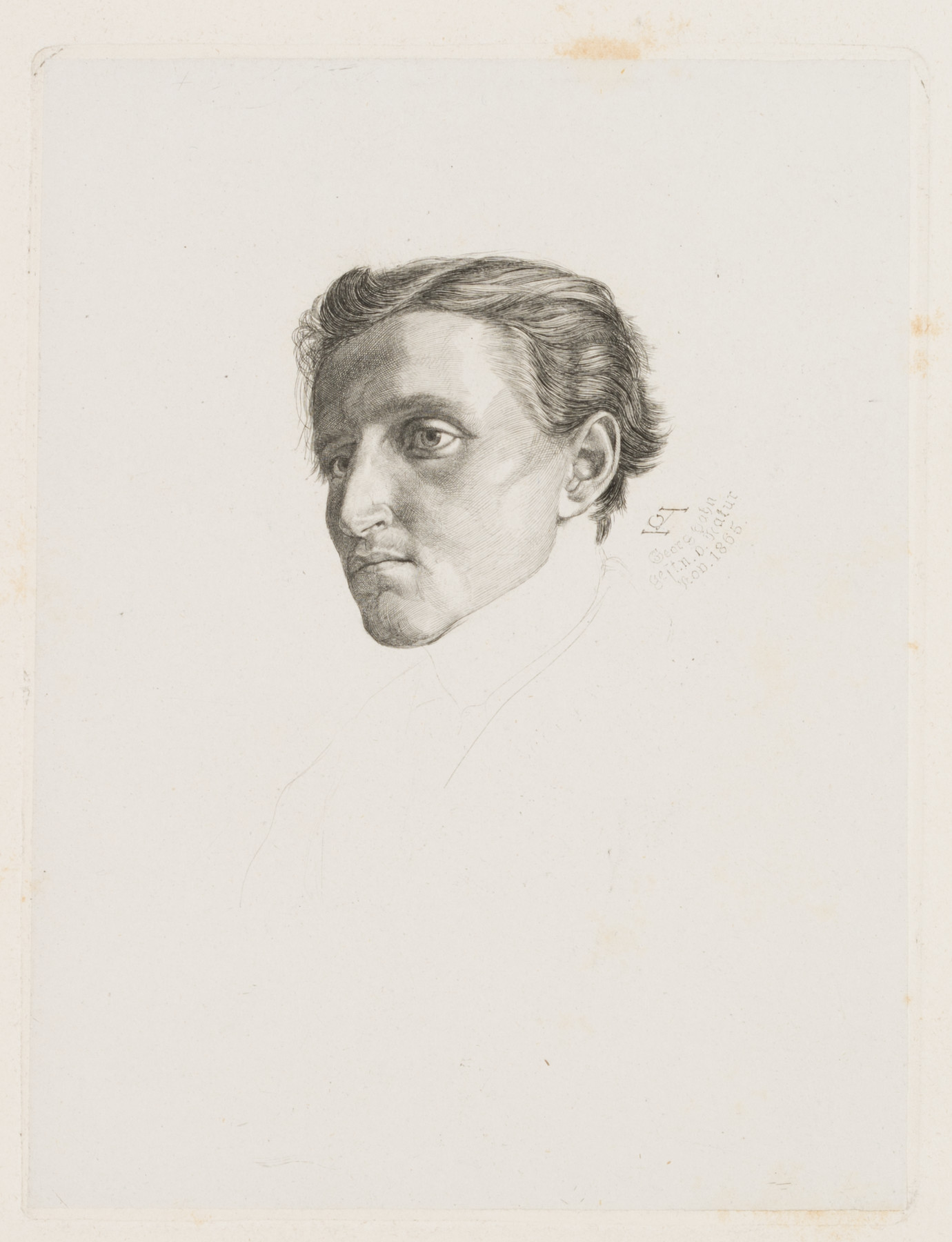
Georg Hahn – Selbstporträt aus dem Jahr 1865

Georg Bernhard Hahn (* 12. Juli 1841 in Nürnberg; † 2. Oktober 1889 in München) war ein deutscher Landschafts- und Genremaler.

## Leben
Georg Hahn studierte an der Münchner Königlichen Kunstakademie, in die er am 27. April 1861 eintrat. Bei Johann Leonhard Raab und Julius Thaeter erlernte er die Kupferstecherei. Er besuchte die Malschule von Wilhelm von Diez. Während seines Studiums stand er in engem Kontakt mit dem Corps Germania München, das ihn 1866 zum Ehrenphilister ernannte.
In den frühen 1870er Jahren betätigte er sich als Tier- und Landschaftsmaler und schuf einige Bilder nach religiösen Motiven. Mit Beginn der 1880er Jahre wandte er sich der Darstellung der Kinderwelt zu, die sich zu seiner besonderen Stärke entwickelte. Der Kunst- und Literaturhistoriker Hyacinth Holland sah Hahn als Maler ebenbürtig mit Ludwig Richter, Oskar Pletsch, Benjamin Vautier und Albert Hendschel.
Hahn erlag im Alter von 48 einem Schlaganfall. Die Münchner Künstlergenossenschaft, vertreten durch Gustav Freiherr von Bechtolsheim, die Künstlergesellschaft Allotria und das Corps Germania München erwiesen ihm am Grab die letzte Ehre, wie Hyacinth Holland in seiner Hahn-Biographie vermerkt.

## Werke

### Tier- und Landschaftsmalerei
- Mühlsturzhorn am Hintersee
- Hohe Göll
- Motiv aus dem Altmühlthal
- Dorfparthie aus Franken

### Religiöse Motive
- Christus im Gespräch mit der Samariterin
- Scherflein der Wittwe
- Von den klugen und thörichten Jungfrauen

### Darstellungen der Kinderwelt
- Rückkehr vom Markt
- Kinder-Frühlings-Lust
- Die Waisen
- Vor dem Dorfe
- Kinderleben
- Kinder-Zeitvertreib

### Genremalerei
- Tiroler Küche
- Vor der Kirchenpforte
- Bilderhausirer

### Buchillustration
- L. J. G. Walther: Erzählungen und Märchen für die Jugend. Stuttgart, Kröner [o. J.]. (3 Holzstiche)